# Gastão Elias
Gastão José Ministro Elias (Lourinhã, 24 de novembro de 1990) é um tenista português destro. Ele teve a chance de ser parceiro de treino de Roger Federer.

## Finais

### Challengers e Futures

#### Simples: 20 (8–12)
| Legenda           |
| ----------------- |
| Challengers (4-8) |
| Futures (4–4)     |

| Títulos por piso |
| ---------------- |
| Duro (4–3)       |
| Saibro (4–9)     |
| Grama (0–0)      |
| Carpete (0–0)    |

| Resultado | No. | Data                    | Torneio                             | Piso   | Oponente                 | Placar                       |
| --------- | --- | ----------------------- | ----------------------------------- | ------ | ------------------------ | ---------------------------- |
| Finalista | 1.  | 5 de março de 2007      | Espanha F7, Cartagena, Espanha      | Saibro | Adrián Menéndez-Maceiras | 3–6, 6–2, 6–4                |
| Campeão   | 1.  | 29 de outubro de 2007   | México F11, Ciudad Obregon, México  | Duro   | Pablo Martin-Adalia      | 6–2, 6–3                     |
| Campeão   | 2.  | 21 de janeiro de 2008   | U.S. F3, Boca Raton, Estados Unidos | Duro   | Alberto Francis          | 7–5, 6–4                     |
| Finalista | 2.  | 14 de novembro de 2010  | Brasil F32, Barueri, Brasil         | Duro   | Daniel Dutra Silva       | 6–7(0–7), 7–6(7–3), 7–6(7–5) |
| Campeão   | 3.  | 1 de janeiro de 2011    | Brasil F1, São Paulo, Brasil        | Duro   | André Ghem               | 6–3, 6–4                     |
| Campeão   | 4.  | 12 de fevereiro de 2011 | Colômbia F2, Cartagena, Colômbia    | Duro   | Malek Jaziri             | 6–3, 6–3                     |
| Finalista | 3.  | 13 de março de 2011     | U.S. F7, McAllen, Estados Unidos    | Duro   | Wayne Odesnik            | 6–7(5–7), 6–4, 6–1           |
| Finalista | 4.  | 18 de setembro de 2011  | Belo Horizonte, Brasil              | Saibro | Júlio Silva              | 6–4, 6–4                     |
| Finalista | 5.  | 3 de outubro de 2011    | Brasil F33, Brasil                  | Duro   | Júlio Silva              | 5-7, 5-7                     |
| Finalista | 6.  | 13 de novembro de 2011  | Buenos Aires, Argentina             | Saibro | Carlos Berlocq           | 6–1, 7–6(7–3)                |
| Finalista | 7.  | 8 de janeiro de 2012    | São Paulo, Brasil                   | Duro   | Thiago Alves             | 7–6(7–5), 7–6(7–1)           |
| Finalista | 8.  | 10 de junho de 2012     | Caltanissetta, Itália               | Saibro | Tommy Robredo            | 6–3, 6–2                     |
| Campeão   | 5.  | 21 de outubro de 2012   | Rio de Janeiro, Brasil              | Saibro | Boris Pašanski           | 6–3, 7–5                     |
| Finalista | 9.  | 28 de outubro de 2012   | Porto Alegre, Brasil                | Saibro | Simon Greul              | 2–6, 7–6(7–5), 7–5           |
| Campeão   | 6.  | 21 de abril de 2013     | Santos, Brasil                      | Saibro | Rogério Dutra Silva      | 4-6, 6-0, 6-2                |
| Finalista | 10. | 27 de abril de 2014     | Santos, Brasil                      | Saibro | Máximo González          | 7–5, 6–3                     |
| Finalista | 11. | 9 de junho de 2014      | Blois, França                       | Saibro | Máximo González          | 6–2, 6–3                     |
| Finalista | 8.  | 1 de fevereiro de 2015  | Bucaramanga, Colômbia               | Saibro | Daniel Gimeno-Traver     | 3–6, 6–1, 5–7                |
| Campeão   | 7.  | 1 de novembro de 2015   | Lima, Peru                          | Saibro | Andrej Martin            | 6–2, 7–6(7–4)                |
| Campeão   | 8.  | 8 de novembro de 2015   | Guayaquil, Equador                  | Saibro | Diego Schwartzman        | 6–0, 6–4                     |

#### Duplas: 8 (2–6)
| Legenda           |
| ----------------- |
| Challengers (2–5) |
| Futures (0–1)     |

| Títulos por piso |
| ---------------- |
| Duro (0–2)       |
| Saibro (2–4)     |
| Grama (0–0)      |
| Carpete (0–0)    |

| Resultado | No. | Data                   | Torneio                              | Piso   | Parceiro          | Oponentes                                   | Placar                |
| --------- | --- | ---------------------- | ------------------------------------ | ------ | ----------------- | ------------------------------------------- | --------------------- |
| Finalista | 1.  | 6 de novembro de 2006  | Portugal F6, Ponta Delgada, Portugal | Duro   | Pedro Sousa       | Tuomas Ketola Juho Paukku                   | 6–7(4–7), 6–3, 6–4    |
| Finalista | 2.  | 5 de novembro de 2011  | São Leopoldo, Brasil                 | Saibro | Frederico Gil     | Franco Ferreiro Rubén Ramírez Hidalgo       | 6–7(4–7), 6–3, [11–9] |
| Finalista | 3.  | 20 de abril de 2013    | Santos, Brasil                       | Saibro | Guilherme Clezar  | Pavol Červenák Matteo Viola                 | 2-6, 6-4, [10-6]      |
| Finalista | 4.  | 4 de novembro de 2014  | Knoxville, Estados Unidos            | Duro   | Sean Thornley     | Mikelis Libietis Hunter Reese               | 3-6, 4-6              |
| Campeão   | 1.  | 4 de outubro de 2015   | Porto Alegre, Brasil                 | Saibro | Frederico Silva   | Christian Garin Juan Saez                   | 6-2, 6-4              |
| Finalista | 5.  | 8 de novembro de 2015  | Guayaquil, Equador                   | Saibro | Fabrício Neis     | Guillermo Durán Andrés Molteni              | 3–6, 4–6              |
| Finalista | 6.  | 21 de novembro de 2015 | Montevidéu, Uruguai                  | Saibro | Marcelo Demoliner | Andrej Martin Hans Podlipnik                | 4–6, 6–3, [6–10]      |
| Campeão   | 2.  | 24 de janeiro de 2016  | Rio de Janeiro, Brasil               | Saibro | André Ghem        | Jonathan Eysseric Miguel Ángel Reyes-Varela | 6–4, 7–6(7–2)         |

## Copa Davis
Elias joga pela Equipa Portuguesa da Taça Davis desde 2007. Seu recorde em simples é 3–7, e nas duplas, 5–7, (8–14 total).

### Participações (22)

#### Simples (10)
| Edição                                    | Round                     | Data                                   | Contra      | Piso              | Oponente          | V/D                | Resultado               |
| ----------------------------------------- | ------------------------- | -------------------------------------- | ----------- | ----------------- | ----------------- | ------------------ | ----------------------- |
| Copa Davis de 2007 Europa/África Grupo I  | 1R                        | 9–11 de fevereiro de 2007              | Georgia     | Carpete           | George Khrikadze  | Vitória            | 6–3, 7–6(7–5)           |
| Copa Davis de 2007 Europa/África Grupo I  | GI PO                     | 21–23 de setembro de 2007              | Netherlands | Duro              | Robin Haase       | Derrota            | 1–6, 1–6, 6–2, 7–5, 2–6 |
| Copa Davis de 2008 Europa/África Grupo II | 1R                        | 11–13 de abril de 2008                 | Tunísia     | Saibro            | Walid Jallali     | Derrota            | 5–7, 2–6                |
| Copa Davis de 2008 Europa/África Grupo II | SF                        | 19–21 de setembro de 2008              | Ucrânia     | Duro              | Sergiy Stakhovsky | Derrota            | 4–6, 6–7(5–7), 4–6      |
| Copa Davis de 2012 Europa/África Grupo I  | GI PO                     | 14–16 de Setembro de 2012              | Eslováquia  | Duro              | Martin Kližan     | Derrota            | 6–3, 2–6, 6–7(4–7), 2–6 |
| Copa Davis de 2013 Europa/África Grupo II | 2R                        | 5–7 de abril de 2013                   | Lituânia    | Saibro            | Lukas Mugevicius  | Vitória            | 6-0, 6-1, 6-2           |
| Copa Davis de 2013 Europa/África Grupo II | 3R                        | 13–15 de fevereiro de 2013             | Moldávia    | Duro              | Radu Albot        | Derrota            | 3-6, 6-2, 4-6, 4-6      |
| Copa Davis de 2014 Europa/África Grupo I  | 1R                        | 31 de janeiro – 2 de fevereiro de 2014 | Eslovênia   | Duro              | Blaž Kavčič       | Derrota            | 6–7(14–16), 1–6, 4–6    |
| Copa Davis de 2014 Europa/África Grupo I  | GI PO                     | 12–14 de setembro de 2014              | Rússia      | Duro              | Andrey Kuznetsov  | Derrota            | 6–7(7–9), 4–6, 6–3, 1–6 |
| Copa Davis de 2015 Europa/África Grupo II |                           |                                        |             |                   |                   |                    |                         |
| SF                                        | 18–20 de setembro de 2015 | Bielorrússia                           | Saibro      | Uladzimir Ignatik | Vitória           | 6–3, 7–6(7–3), 7–5 |                         |

#### Duplas (12)
| Edição                                    | Round | Data                      | Parceiro         | Contra       | Piso    | Oponentes                           | V/D     | Resultado                              |
| ----------------------------------------- | ----- | ------------------------- | ---------------- | ------------ | ------- | ----------------------------------- | ------- | -------------------------------------- |
| Copa Davis de 2007 Europa/África Grupo I  | 1R    | 9–11 de fevereiro de 2007 | Frederico Gil    | Georgia      | Carpete | Lado Chikladze Irakli Labadze       | Derrota | 6–7(6–7), 7–6(9–7), 6–7(4–7), 7–5, 3–6 |
| Copa Davis de 2007 Europa/África Grupo I  | GI PO | 21–23 de setembro de 2007 | Frederico Gil    | Netherlands  | Duro    | Jesse Huta Galung Peter Wessels     | Derrota | 2–6, 7–6(7–5), 6–7(5–7), 3–6           |
| Copa Davis de 2008 Europa/África Grupo II | 1R    | 11–13 de abril de 2008    | Leonardo Tavares | Tunisia      | Saibro  | Walid Jallali Malek Jaziri          | Vitória | 6–3, 6–3, 6–3                          |
| Copa Davis de 2008 Europa/África Grupo II | SF    | 19–21 de setembro de 2008 | Leonardo Tavares | Ukraine      | Duro    | Sergei Bubka Sergiy Stakhovsky      | Derrota | 3–6, 2–6, 4–6                          |
| Copa Davis de 2012 Europa/África Grupo I  | 2R    | 6–8 de abril de 2012      | João Sousa       | Israel       | Saibro  | Andy Ram Jonathan Erlich            | Derrota | 4–6, 4–6, 3–6                          |
| Copa Davis de 2012 Europa/África Grupo I  | GI PO | 14–16 de setembro de 2012 | João Sousa       | Eslováquia   | Duro    | Michal Mertinak Filip Polášek       | Derrota | 5–7, 6–4, 6–7(5–7), 3–6                |
| Copa Davis de 2013 Europa/África Grupo II | 2R    | 5–7 de abril de 2013      | Rui Machado      | Lituânia     | Saibro  | Lukas Mugevicius Mantas Bugailiskis | Vitória | 6-3, 6-0, 6-2                          |
| Copa Davis de 2013 Europa/África Grupo II | 3R    | 13–15 de setembro de 2013 | João Sousa       | Moldávia     | Duro    | Andrei Ciumac Roman Borvanov        | Vitória | 6-3, 6-4, 6-3                          |
| Copa Davis de 2014 Europa/África Grupo I  | 1R    | 5–7 de abril de 2014      | João Sousa       | Eslovênia    | Duro    | Blaž Kavčič Grega Žemlja            | Derrota | 3–6, 5–7, 6–7(5–7)                     |
| Copa Davis de 2014 Europa/África Grupo I  | GI PO | 13–15 de setembro de 2014 | João Sousa       | Rússia       | Duro    | Konstantin Kravchuk Andrey Rublev   | Derrota | 3–6, 4–6, 4–6                          |
| Copa Davis de 2015 Europa/África Grupo II | QF    | 17-19 de julho de 2015    | João Sousa       | Finlândia    | Saibro  | Henri Kontinen Jarkko Nieminen      | Vitória | 3–6, 7–6(7–5), 6–3, 6–4                |
| Copa Davis de 2015 Europa/África Grupo II | SF    | 18-20 de setembro de 2015 | João Sousa       | Bielorrússia | Saibro  | Sergey Betov Max Mirnyi             | Vitória | 7–6(7–3), 4–6, 6–3, 6–7(5–7), 6–3      |